# Chrysopilus luteolus
Chrysopilus luteolus är en tvåvingeart som först beskrevs av Fallen 1814.  Chrysopilus luteolus ingår i släktet Chrysopilus och familjen snäppflugor. Arten är reproducerande i Sverige. Inga underarter finns listade i Catalogue of Life.